# Gaz poivre

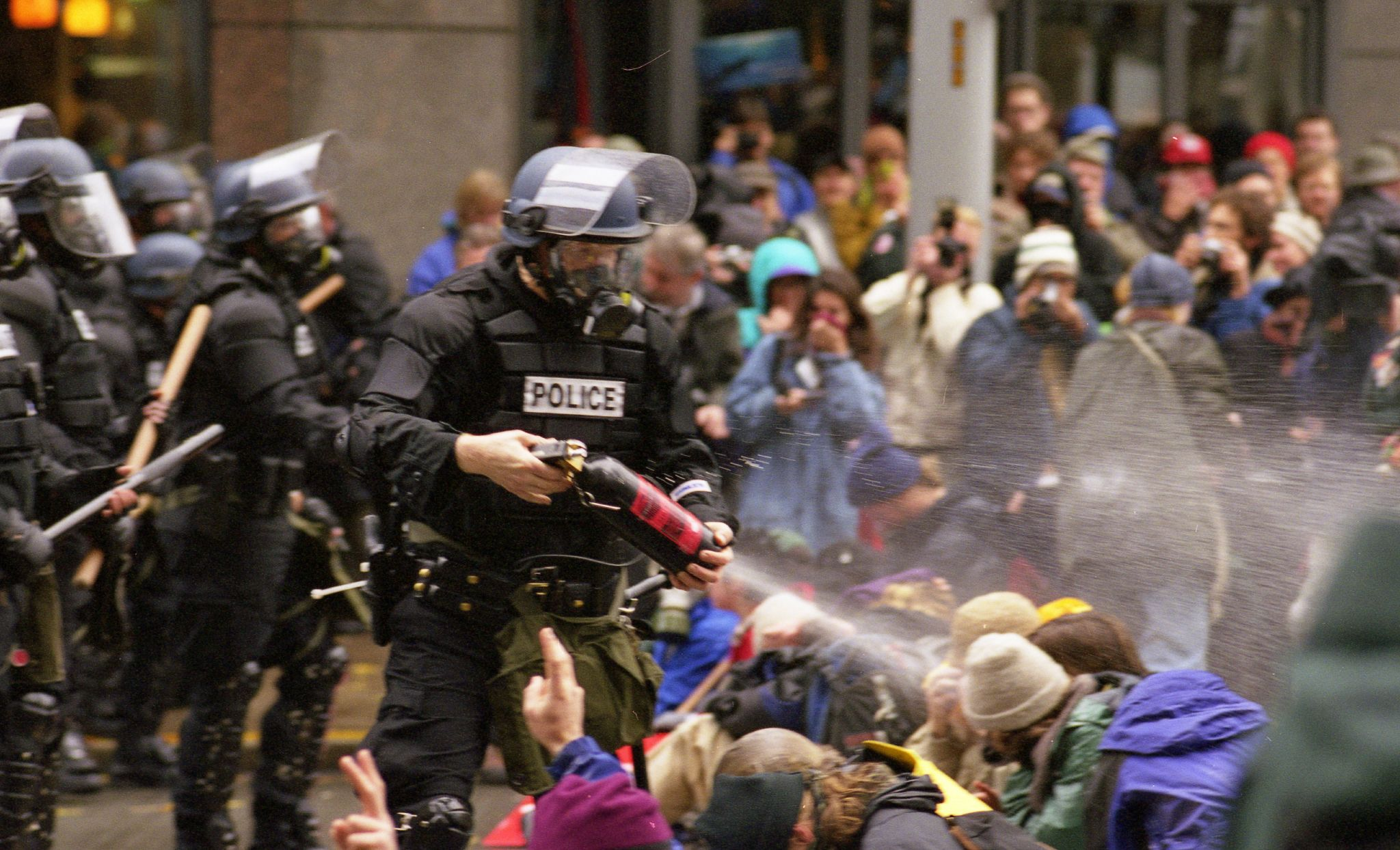
Utilisation de gaz poivre par la police de Seattle en 1999.

Le gaz poivre est un gaz contenant de grandes quantités de capsaïcine que l'on trouve notamment dans le piment, il est présenté comme non mortel. Le produit contenu dans les bombes aérosols d’autodéfense au gaz poivre a une valeur comprise entre 2 000 000 et 5 300 000 (matériel de police) sur l'échelle de Scoville.

## Utilisations
Ne laissant pas de séquelles, il est notamment utilisé :
- en pulvérisateur comme moyen de défense personnelle ;
- par la police antiémeute pour repousser les manifestants ;
- dans certains types de tortures.

## Description
La projection de gaz peut prendre la forme d'un brouillard diffusé en forme de cône (gaz) ou d'un jet à la trajectoire précise tel un jet de tuyau d'arrosage (gel). Le brouillard permet de vaporiser par-dessus son épaule si on est poursuivi, le poursuivant se trouvant immanquablement dans la trajectoire du brouillard.